# Comandamentul de Centru al Israelului
Comandamentul de Centru al Israelului (în ebraică , Pikud Merkaz), adesea abreviată ca Pakmaz (פקמ"ז)), este o armată regională a Forțelor de apărare israeliene (IDF). 
Este responsabil pentru unitățile și brigăzile din Cisiordania (sub Diviziunea Cisiordania), Ierusalim, Sharon, Gush Dan și Shephelah.
Comandantul (Aluf) al comandamentului central este cel care este autorizat să declare înființarea noilor orașe în zona Iudea și  Samaria.

## Unități
Comandamentul în Neve Yaakov

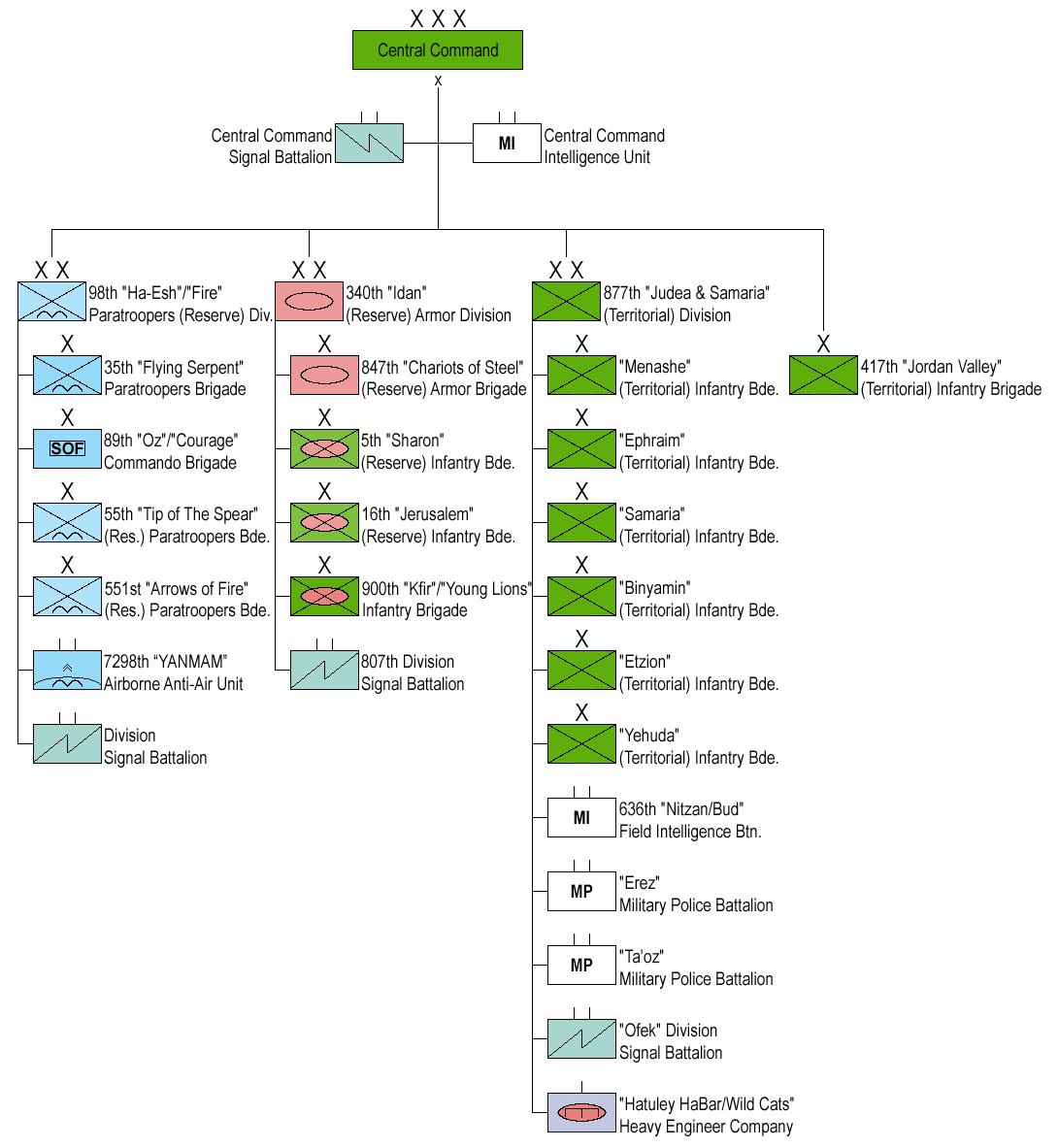
Structura Comandamentului Central

- - Cea de-a 98-a divizie de Parașutiști (Rezervă) "Ha-Esh" / "Foc"
  - Divizia a 340-a "Idan" (rezervă)
  - Divizia 877 "Iudeea și Samaria" (Teritorial)
  - Brigada de infanterie 417 "Valea Iordaniei" (Teritorial)
    - Batalionul de infanterie 41 "Leii Iordaniei"
    - Batalionul de infanterie ușoară 47  "Tinerii Lei"

  - Unitatea de sprijin logistic 5004 "Comandamentul Central"
  - Batalionul semnalului comandant central
  - Unitatea de comandă centrală
  - Unitatea de informații de comandă centrală
  - Comandamentul Central al Poliției Militare
  - Unitatea medicală a Comandamentului Central
  - Centrul de întreținere 650

## Comandanți
Toți comandanții Comandamentului de Centru au avut gradul de general (Aluf). 
| Nume                | Perioadă  | Foto  | Note |
| ------------------- | --------- | ----- | ---- |
| Zvi Ayalon          | 1948–1952 |       |      |
| Yosef Avidar        | 1952–1953 |       |      |
| Zvi Ayalon          | 1954–1956 |       |      |
| Zvi Zur             | 1956–1958 |       |      |
| Meir Amit           | 1958–1959 |       |      |
| Yosef Geva          | 1960–1966 |       |      |
| Uzi Narkis          | 1966–1968 |       |      |
| Rehav'am Ze'evi     | 1968–1972 |       |      |
| Yona Efrat          | 1973–1977 |       |      |
| Moshe Levi          | 1977–1981 |       |      |
| Ori Orr             | 1981–1983 |       |      |
| Amnon Lipkin-Shahak | 1983–1986 |       |      |
| Ehud Barak          | 1986–1987 |       |      |
| Amram Mitzna        | 1987–1989 |       |      |
| Yitzhak Mordechai   | 1989–1991 |       |      |
| Danny Yatom         | 1991–1993 |       |      |
| Nehemiah Tamari     | 1993–1994 |       |      |
| Danny Yatom         | 1994      |       |      |
| Ilan Birn           | 1994-1996 |       |      |
| Uzi Dayan           | 1996–1998 |       |      |
| Moshe Ya'alon       | 1998–2000 |       |      |
| Yitzhak Eitan       | 2000–2002 |       |      |
| Moshe Kaplinsky     | 2002–2004 |       |      |
| Yair Naveh          | 2004–2007 |       |      |
| Gadi Shamni         | 2007–2009 |       |      |
| Avi Mizrahi         | 2009–2012 | [ 2 ] |      |
| Nitzan Alon         | 2012–     |       |      |